# Associazione italiana per la ricerca industriale
L’Associazione italiana per la ricerca industriale (AIRI), riconosciuta con personalità giuridica, è stata fondata nel 1974 con lo scopo di promuovere la cooperazione nella ricerca industriale in Italia.
Rappresenta circa 100 soci impegnati in attività di ricerca industriale: grandi gruppi industriali, piccole e medie imprese, centri di ricerca, università ed enti pubblici di ricerca, associazioni, consorzi, distretti e poli, parchi scientifici, istituti finanziari.

## Storia
Fondata il 18 dicembre 1974 su iniziativa del prof. Oscar Masi, direttore del CSM - Centro sperimentale metallurgico – venne costituita, con l'egida del Ministero per il coordinamento della ricerca scientifica e tecnologica, per rappresentare il braccio italiano della FEICRO - Federation of European Industrial Cooperative Research Organizations che riuniva organi o associazioni nazionali con la missione di promuovere la ricerca cooperativa. I quattro soci costituenti furono CSM, Confindustria, Enel e IMI, che riunirono la prima assemblea dei Soci.
Arnaldo M. Angelini rimase presidente dell'AIRI fino all'aprile del 1983, gli subentrò nel 1984 Renato Ugo in carica fino al 2019. L'attuale presidenza è affidata ad Andrea Bairati.

### Gli anni '80
Negli anni '80 l'AIRl ha elaborato proposte per sviluppare un sostegno più adeguato alla ricerca industriale italiana, anche su iniziativa del CORDI (Comitato consultivo per la ricerca e lo sviluppo industriale della CEE). Ha pubblicato nel 1979 la prima Guida alle agevolazioni per la ricerca industriale (poi nel 1987, 1991), raccolta sistematica e commentata delle normative che regolano i finanziamenti pubblici della ricerca industriale.
Nel decennio gli studi effettuati da AIRI sulla trasformazione della ricerca industriale italiana hanno apportato in particolare proposte migliorative della Legge 46/82, il riconoscimento del ruolo dei nascenti centri di ricerca privati, un maggior contributo per l'innovazione nella piccola e media industria, la detassazione delle spese di ricerca e il sostegno all'innovazione più legato alla realtà del mercato e alle necessità dell'industria.

### Gli anni '90
Nel corso degli anni '90, dopo le massicce privatizzazioni delle partecipazioni statali anche in settori chiave di ricerca, AIRI ha analizzato le trasformazioni in merito ai processi decisionali ed organizzativi delle imprese, rilevando il fenomeno della costituzione di centri di ricerca corporate e ha difeso e sostenuto il rilancio dei grandi centri nazionali di avanzata tecnologia, favorendo l'introduzione di meccanismi di sostegno ai centri di ricerca industriale in crisi (legge 451/94) e, alla fine degli anni '90,  ha contribuito alla definizione ed approvazione della legge quadro 297/99.
Dal 1995 l'AIRI conduce con cadenza regolare analisi sulle “Innovazioni del prossimo futuro. Tecnologie prioritarie per l'industria”, giunta nel 2020 alla X edizione, che trova origine dal primo nucleo di analisi del Centro previsioni tecnologiche (costituito dal 1976 al 1984).

### Dagli anni 2000 a oggi
Nel primo decennio degli anni 2000 AIRI analizza nuovi aspetti della gestione della ricerca industriale, come il ruolo crescente dell'outsourcing e l'abbandono da parte delle grandi aziende di strutture rilevanti di ricerca corporate, favorendo il riconoscimento nazionale della definizione europea di Organismo di ricerca e la collaborazione pubblico-privato.
Entrano in AIRI nuovi soci multinazionali, realtà tipiche del quarto capitalismo, che si distinguono per avanzate innovazioni tecnologiche, prodotti innovativi o che aprono nuovi settori tecnologici in campo ambientale ed energetico.
Nel 2003 AIRI ha creato Nanotec IT – Centro italiano per le nanotecnologie, prima realtà italiana ad analizzare il nanotech in Italia e promuovere una iniziativa nazionale sulle nanotecnologie, come avvenuto nei principali Paesi industrializzati, allo scopo di diffondere l'utilizzo di queste tecnologie trasversali in molteplici settori industriali rilevanti per l'economia del Paese.
Dal 2013 AIRI ha esteso gli approfondimenti alla realtà e alle potenzialità delle Key enabling Technologies in Italia.
Dal 2015 AIRI approfondisce il tema dell'applicazione dei principi della Ricerca e Innovazione Responsabile e dal 2017 gli aspetti tecnologici e sistemici per lo sviluppo del modello Industria 4.0 in Italia.
Assieme alle consolidate attività di forecasting tecnologico e trasferimento, analisi UE e nazionali dei programmi di funding alla R&S, dal 2019 AIRI elabora iniziative di sviluppo delle risorse umane nella ricerca industriale, attraverso studi specifici sull'education e le nuove competenze. In particolare con il programma di borse di studio intitolate alla memoria di Renato Ugo, sostiene alcuni giovani studenti universitari STEM che si sono contraddistinti per eccellenti tesi di laurea sperimentale indirizzate alla ricerca industriale.

## Descrizione

### Organizzazione
Gli organi dell'AIRI sono il presidente, affiancato da un consiglio direttivo di 21 membri, i vice presidenti e il direttore. L'attuale presidente è Andrea Bairati, biochimico ed economista. L'Associazione si compone di gruppi di lavoro e comitati permanenti con il compito di elaborare pareri e attuare le attività associative.

### Network
AIRI è associata ad APRE (Agenzia per la Promozione della Ricerca Europea), UNI (Ente nazionale italiano di unificazione) ed è in collegamento con altre associazioni di settore a livello nazionale.
AIRI è, inoltre, un interlocutore istituzionale per il Ministero dello Sviluppo Economico (MiSE), Ministero dell’Università e della Ricerca (MUR), Ministero degli Affari Esteri (MAE).

### Sede
La sede nazionale di AIRI è a Roma in viale Gorizia 25/c.